# Tonduzia
Tonduzia là chi thực vật có hoa trong họ Apocynaceae.